# Stenbjerghav
Stenbjerghav (dansk) eller Steinberghaff (tysk) er en landsby beliggende ud ved Gelting Bugt ved Flensborg Yderfjord i det nordøstlige Angel i Sydslesvig. Administrativt hører Stenbjerghav under Stenbjerg Kommune i Kreis Slesvig-Flensborg i den nordtyske delstat Slesvig-Holsten. I kirkelig henseende hører Stenbjerghav til Stenbjerg Sogn. Sognet lå i Ny Herred (Flensborg Amt, Slesvig/Sønderjylland), da området tilhørte Danmark.
Stenbjerghav er første gang nævnt 1632 (Flensborg Amts Regnsk.). Stednavnet er sammensat af Stenbjerg og -hav. Det anføres, at beboerne her ved ksysten tidligere hed strandinger. Stedet er i dag især kendt som et badested med et badehotel og en mindre lystbådehavn. I ældre tider var det et vigtigt sted for bådebyggeri.

## Skibsbyggeriet
Fra 1748 til 1810 blev bygget i alt 87 skibe med tilsammen 2.876 kommercelæster. Heraf var 3 fregatter.